# Macroselia chilensis
Macroselia chilensis är en tvåvingeart som beskrevs av Borgmeier 1962. Macroselia chilensis ingår i släktet Macroselia och familjen puckelflugor. Inga underarter finns listade i Catalogue of Life.